# اختبارات الدفاع الجوي
اختبارات الدفاع الجوي هي مجموعة اختبارات في مجال علم الإدارة قامت بها مختبرات أبحاث النظم التابعة لمؤسسة راند، بين عامي 1952 و1954م. ركزت الأبحاث حول مواضيع تتناول التعلم المؤسساتي وكيفية تطور فرق العمل بالممارسة. 

## التسمية
اختبارات الدفاع الجوي هي ترجمة لمصطلح (بالإنجليزية: Air-defense experiments)‏ والذي اعتمد لكون الأبحاث الأربعة التي قامت بها مؤسسة راند استخدمت طلاب وعسكري القوات الجوية الأمريكية.

## الاختبارات
قام المختبر بأربع اختبارات هي:
- كايسي: استخدم 28 طالب عسكري واستمر 54 جلسة مدة كل واحدة 4 ساعات.
- كاوبوي: استخدم 39 طيار عسكري واستمر 22 جلسة مدة كل واحدة 8 ساعات.
- كوبرا: استخدم 40 طيار عسكري واستمر 22 جلسة مدة كل واحدة 8 ساعات.
- كوغويل: استخدم 33 طيار عسكري واستمر 14 جلسة مدة كل واحدة 4 ساعات.

## روابط خارجية

### بلغة أجنبية
- أرجيريس، كريس. التعلم الؤسساتي: نظرية من ناحية الفعل. (بالإنجليزية: Organizational learning: a theory of action perspective)‏. الناشر: أديسون ويسلي.
- شون، دونالد. الممارس المتأمل: كيف يفكر المهنيين خلال العمل. (بالإنجليزية: The reflective practitioner: how professionals think in action)‏. نشر بايسك بوكس.